# Sundbybergs station
Sundbybergs station är en järnvägsstation i Centrala Sundbyberg, 6,4 kilometer från Stockholms centralstation. Stationen invigdes 1876 som en del av Stockholm-Västerås-Bergslagens järnvägar. Numera är den del av det statliga järnvägsnätet och trafikeras av Stockholms pendeltåg samt SJ:s regionaltåg på sträckan Stockholm-Västerås-Göteborg. 
Stationen har en mittplattform med entré från en gångtunnel ungefär i mitten av plattformen. Antalet påstigande med pendeltåg beräknas till 9 200 en genomsnittlig vintervardag (2021). I anslutning till stationen finns tunnelbanestationen Sundbybergs centrum samt busshållplatser och en spårvagnshållplats för Tvärbanan.

## Historik
Den ursprungliga stationen öppnades när Stockholm–Västerås–Bergslagens Järnvägar invigdes år 1876 och fick namn efter Sundbybergs gård. Samma år påbörjades tomtförsäljning i området och ett samhälle började växa upp runt stationen. I dag ligger stationen mitt i tät stadsbebyggelse. Åren 1900 - 1963 fanns även en mindre hållplats, Sundbybergs norra, cirka 900 meter längre norrut. 
I samband med att Mälarbanan byggs ut till fyra spår kommer Sundbybergs station att byggas om och förläggas i ett underjordiskt läge.  Det blir en 1,4 kilometer lång tunnel. Detta ger möjlighet att övervinna barriäreffekten och ytterligare förtäta bebyggelsen i centrala Sundbyberg.

## Galleri

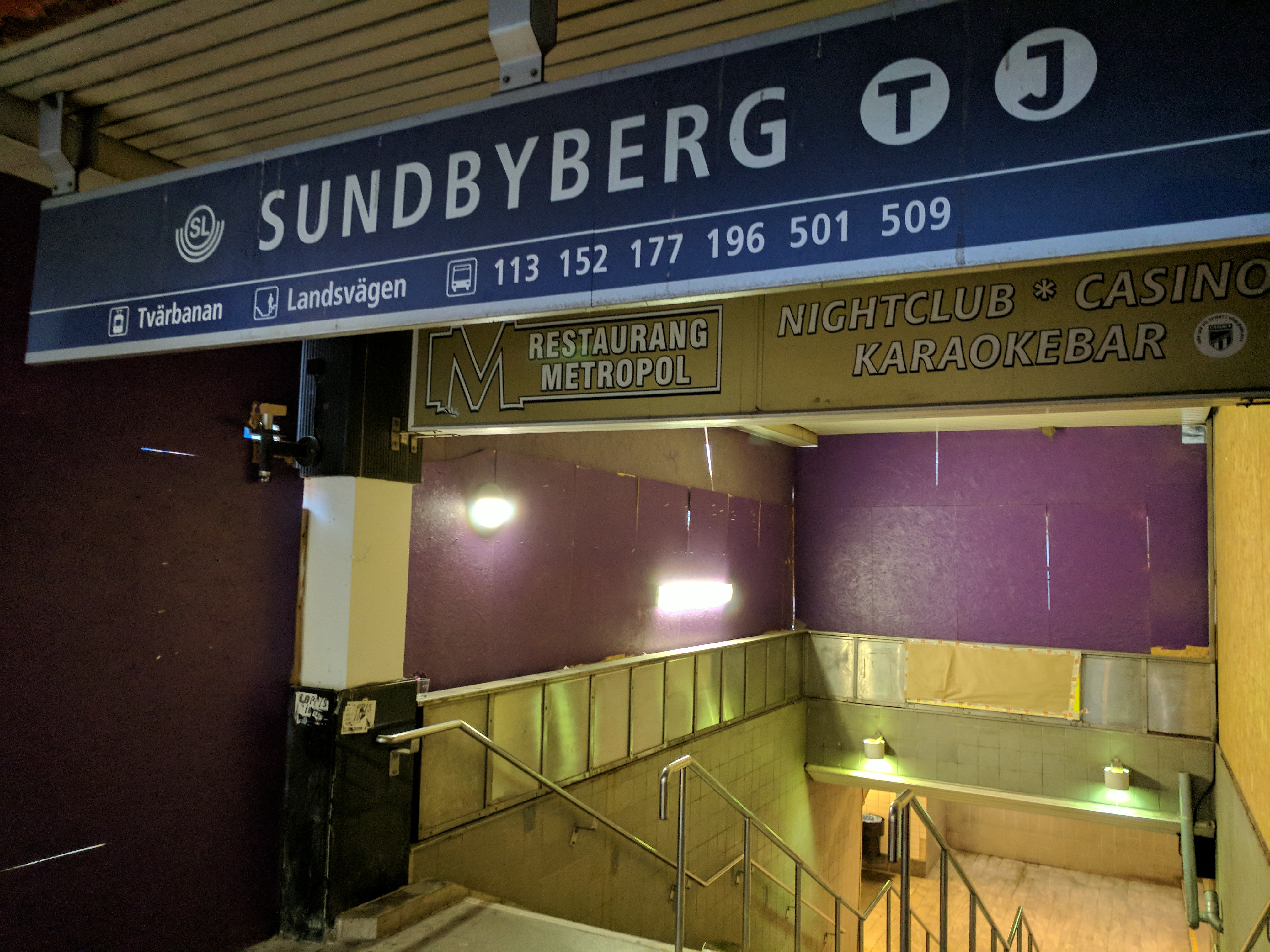
Ingång
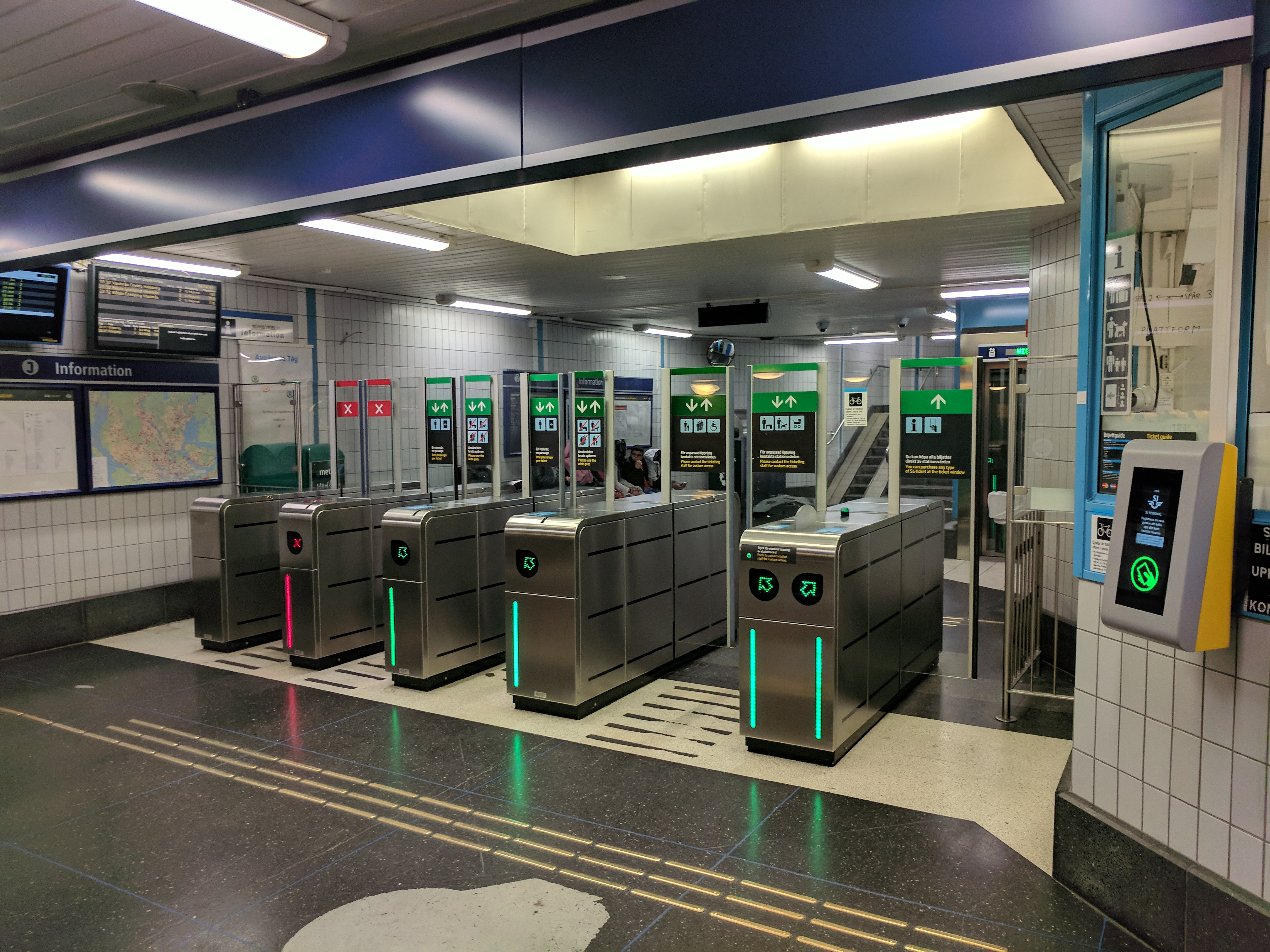
Biljetthallen
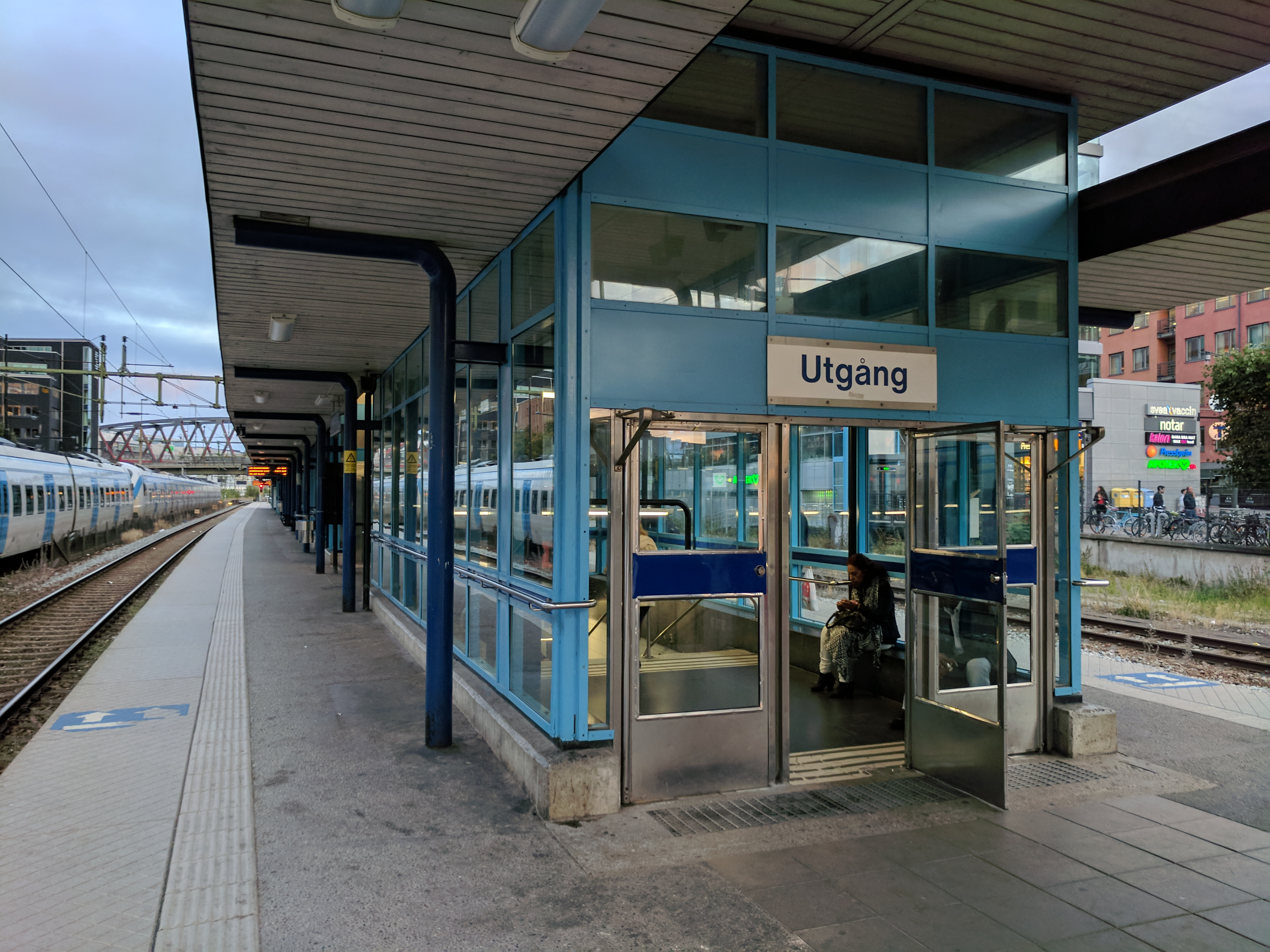
Utgång från perrongen
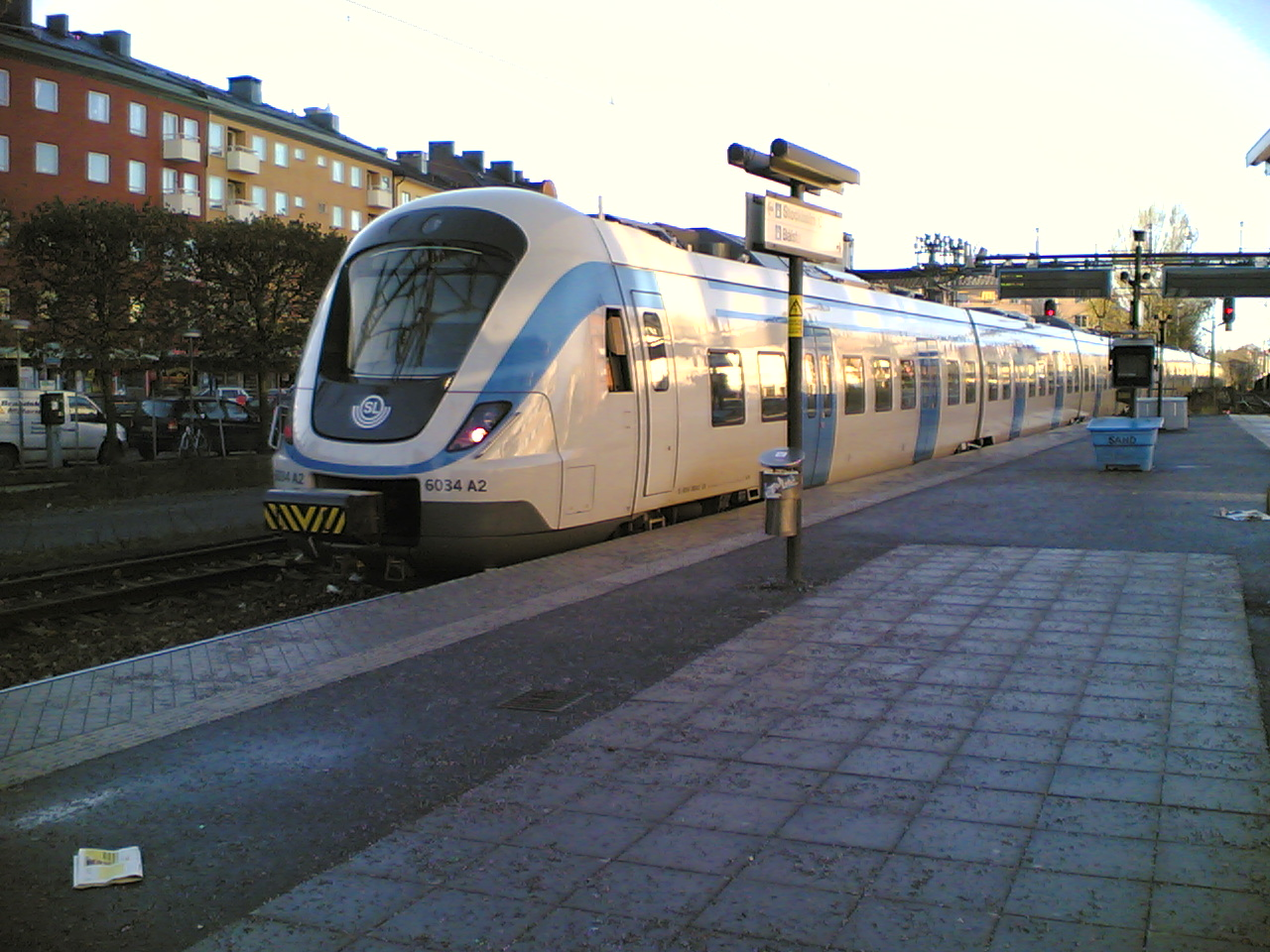
Pendeltåg
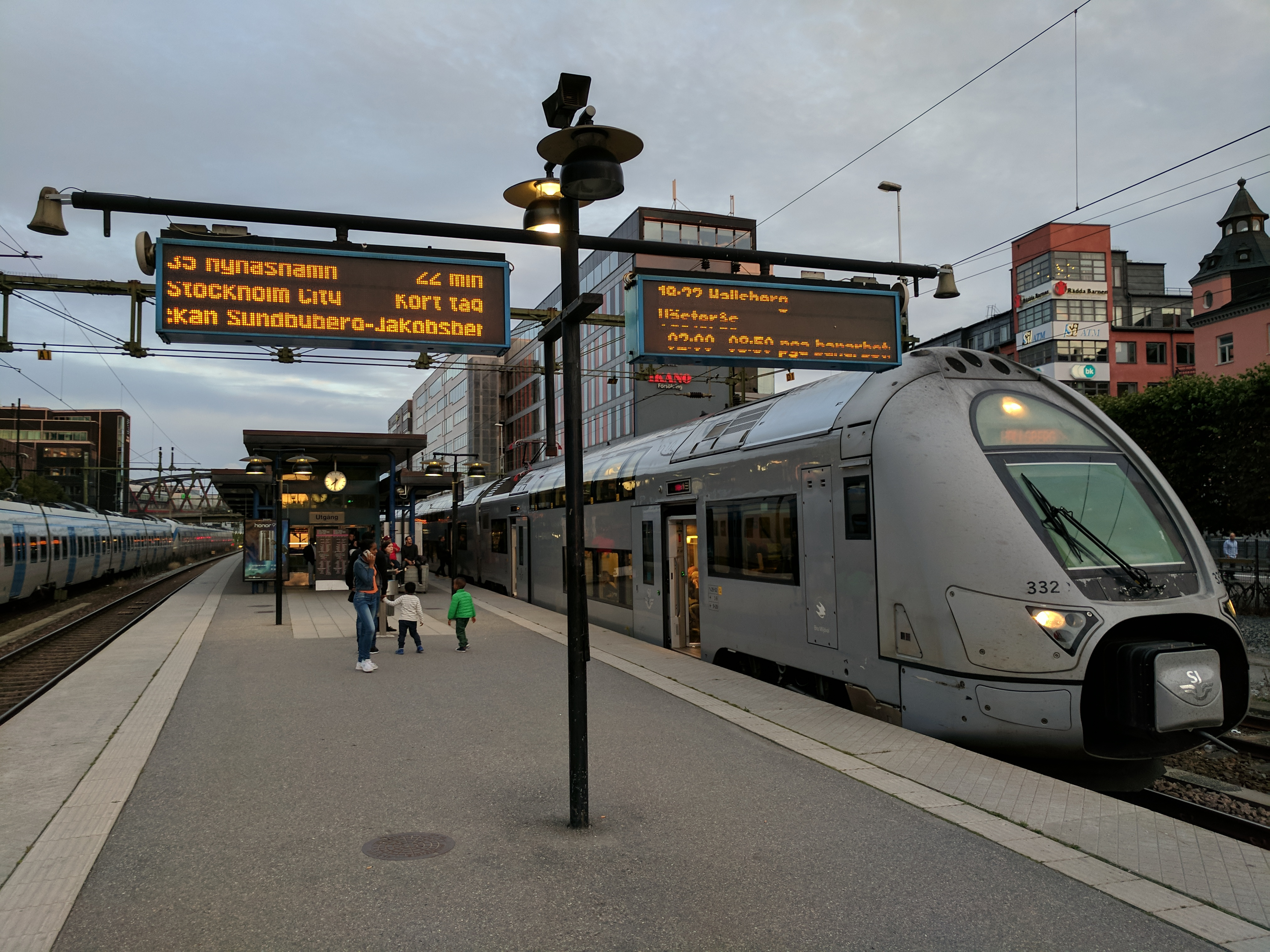
Regionaltåg
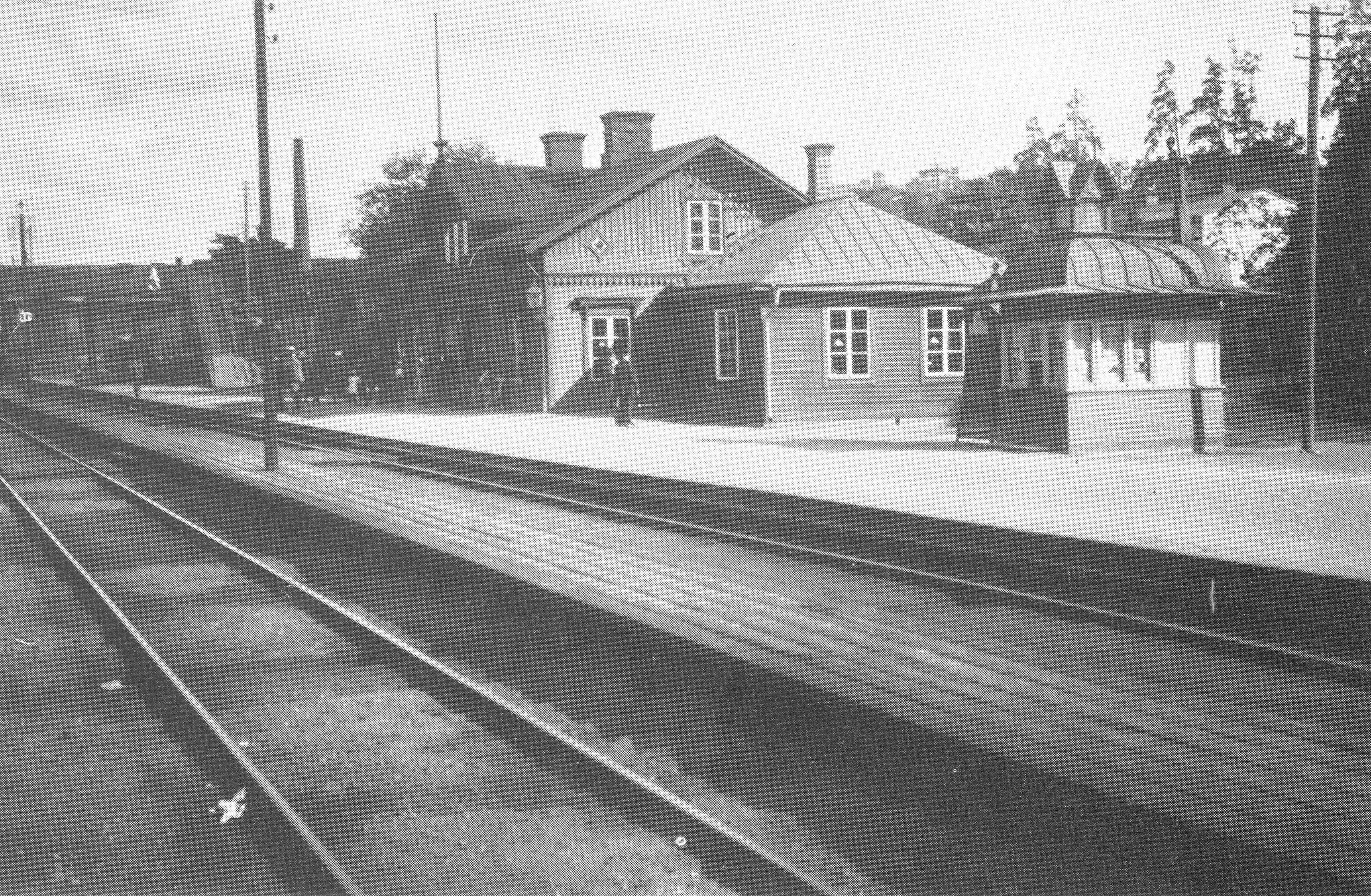
Sundbybergs järnvägsstation, foto 1922.